# Antonio Meucci
Antonio Santi Giuseppe Meucci (ur. 13 kwietnia 1808 we Florencji, zm. 18 października 1889 na Staten Island) – włoski wynalazca.

## Życiorys
W 1857 roku skonstruował pewną formę aparatu do komunikacji głosowej, prototyp telefonu. Enciclopedia Italiana di Scienze, Lettere ed Arti określa go mianem „inventore del telefono” (wynalazca telefonu).
W wydanej w 2002 roku, po wieloletnich badaniach historycznych, uchwale amerykańskiej Izby Reprezentantów znalazły się zapisy mówiące, że Meucci stworzył w swoim domu na Staten Island zaczątkowe połączenie telekomunikacyjne łączące piwnicę z pierwszym piętrem... zademonstrował swój wynalazek w 1860 i opublikował jego opis w nowojorskiej gazecie włoskojęzycznej... nie udało mu się zebrać wystarczających funduszy, aby opłacić całą procedurę patentową.... Alexander Graham Bell opatentował telefon elektryczny w 1876 roku. Kwestią dyskusyjną jest, komu należy przypisać wynalezienie telefonu – chociaż wydaje się, że wszelkie honory zebrał Bell.

## Meucci w popkulturze
Niektórzy Amerykanie pochodzenia włoskiego popularyzują obraz Meucciego jako twórcy telefonu. Jako przykład można wymienić filmy Ojciec chrzestny III, w którym jeden z bohaterów wspomina Meucciego jako twórcę telefonu. W popularnym serialu telewizyjnym Rodzina Soprano główny bohater, Tony Soprano, także wygłasza podobną kwestię.